# 南豊州

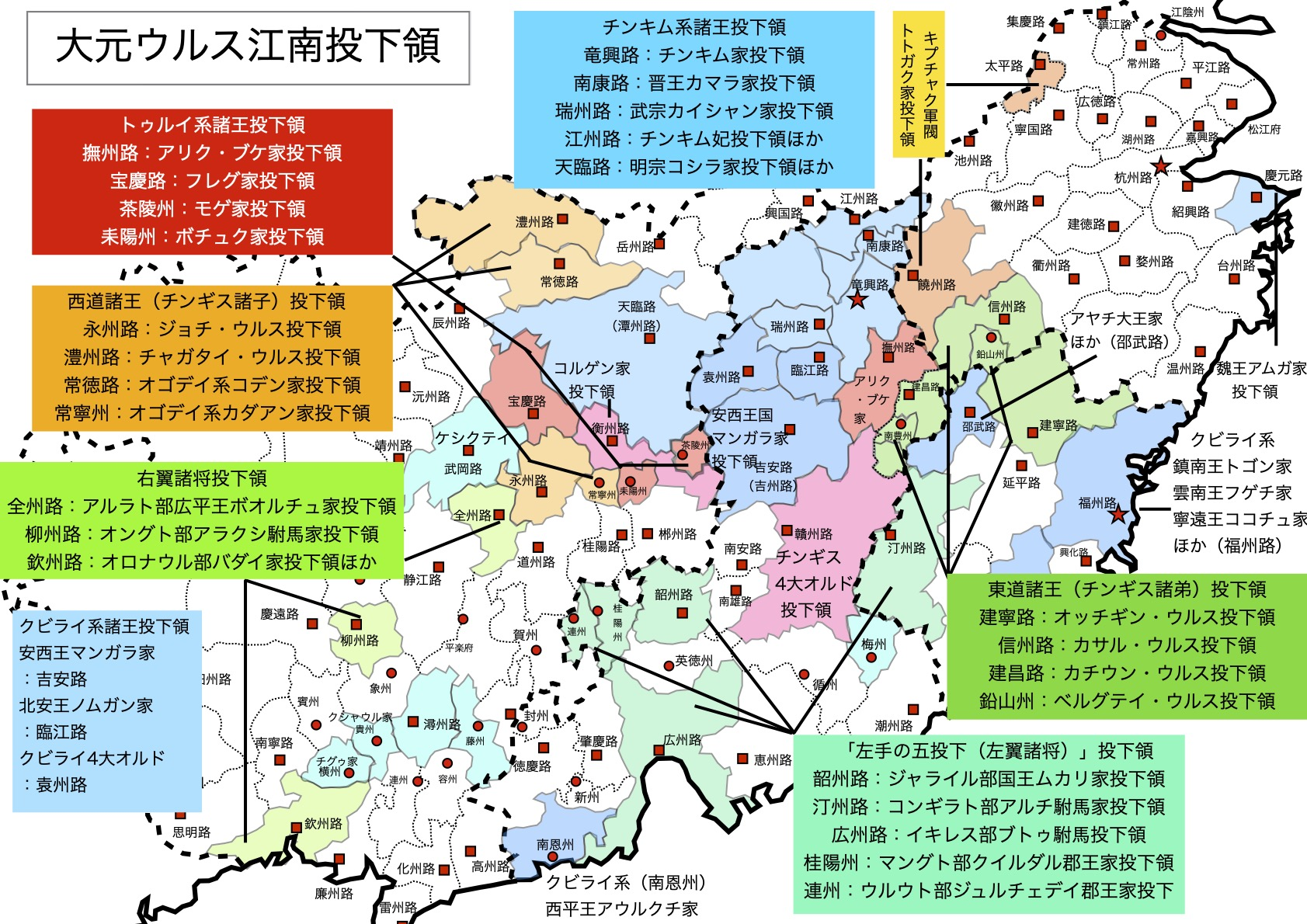
モンゴル時代の江南投下領。南豊州は右（東）に位置する。

南豊州（なんほうしゅう）は、中国にかつて存在した州。大元ウルスの時代に現在の江西省撫州市南豊県に設置された。大元ウルスの行政上は江西等処行中書省に属した。
華北の寧海州とともに、チンギス・カンの叔父のダアリタイ・オッチギンを始祖とするダアリタイ・ウルスの投下領であった。

## 歴史
唐代の南豊県を前身とする。モンゴル帝国第5代皇帝セチェン・カアン（クビライ）によって南宋が平定されると、1281年（至元18年）に南豊県の11,000戸がダアリタイ王家の投下領として与えられた。1282年（至元19年）には県から州へと昇格になり、江西行省に直属する「南豊州」となった。
朱元璋が明朝を建国すると、南豊州は再び南豊県と改められ、建昌府に属した。